# Luční potok (přítok Lužické Nisy)
Luční potok je levostranný přítok Lužické Nisy v okrese Liberec v Libereckém kraji. Délka toku činí 6,5 km.
Plocha povodí měří 8,8 km².

## Průběh toku
Potok pramení na okraji Milířů, (části obce Rádlo), několik metrů západně od místa, kde ze silnice č. 2874 (Rádlo – Milíře - Jeřmanice) odbočuje cesta k rozhledně na Císařském kameni. Potok asi po 200 m opouští katastrální území Rádlo a teče západním směrem po jižním úbočí Císařského kamene, které již leží v katastrálním území Vratislavice nad Nisou. Cestou přibírá bezejmenný levostranný přítok pramenící v osadě Dolní Milíře. Luční potok se potom stává hranicí mezi k. ú. Vratislavice nad Nisou a k.ú. Jeřmanice, posléze také k. ú. Dlouhý Most.
Výtok z malého průtočného rybníka před Horním Podlesím je začátkem Evropsky významné lokality Luční potok, vyhlášené kvůli výskytu mihule potoční. V potoce se střídají úseky písčitoštěrkového dna a úseky s jemnými naplaveninami nabízející mihulím vhodná místa ke tření i k vývoji jejich juvenilních stádií. Potok má většinou neupravené koryto a v údolní nivě vytváří přirozené meandry doprovázené mokřady a loukami. Asi 1,6 km od ústí přijímá Mlýnský potok, který vytéká z Veseckého (Mlýnského) rybníka. Přírodní charakter má tok až k ulici Vyhlídkové ve Vesci, místní části Liberce. Dále protéká zahradami a ústí zleva do Lužické Nisy.